# Shizuka Ishigami
Shizuka Ishigami (石上 静香 Ishigami Shizuka, Tokio, 14 de septiembre de 1988) es una seiyū japonesa. Ha participado en series como Seirei Tsukai no Bladedance, Rakudai Kishi no Cavalry, Shigatsu wa Kimi no Uso y Shokugeki no Sōma, entre otras. Está afiliada a Pro-Fit. Es más conocida por doblar a Chase en PAW Patrol.

## Roles interpretados

### Anime
2010
- Active Raid como Haruka Hoshimiya.

2011
- Cardfight!! Vanguard como Mai.

2013
- Nagi no Asukara como Akira Shiodome.

2014
- Kenzen Robo Daimidaler como Kiriko Kyuna.
- Magimoji Rurumo como Sumiko Inoue.
- Nobunaga The Fool como Kitsuno.
- Seirei Tsukai no Bladedance como Ellis Fahrengart.
- Selector Infected WIXOSS como Momoka (episodios 2, 5, 7-8).
- Shigatsu wa Kimi no Uso como Nao Kashiwagi.
- Tribe Cool Crew como Haneru Hiryū.

2015
- Charlotte como Hioki (ep 5), Kashiwabara (episodios 4, 8) y Kijima (episodio 6).
- Dungeon ni Deai o Motomeru no wa Machigatteiru Darō ka como Syr Flover.
- Mobile Suit Gundam: Iron-Blooded Orphans como Chloe Turbine (episodio 8) y Enbi.
- Nanairo Kakumei como Yuyu.
- Rakudai Kishi no Cavalry como Stella Vermillion.
- Senki Zesshō Symphogear GX como Leiur Darâhim.
- Shimoneta to Iu Gainen ga Sonzai Shinai Taikutsu na Sekai como Ayame Kajō.
- Shokugeki no Sōma como Ikumi Mito.
- Triage X como Aya Sugihara (episodio 5).

2016
- Bubuki Buranki como Kinoa Ōgi.
- Bubuki Buranki Hoshi no Kyojin como Kinoa Ōgi.
- Kuma Miko como Kaori.
- Kyōkai no Rinne 2 como Renge Shima.
- Nijiiro Days como Yukiko Asai.
- Oshiete! Galko-chan como Agemi.
- Saijaku Muhai no Bahamut como Yoruka Kirihime.
- Shokugeki no Sōma:Ni no Sara como Ikumi Mito.

2017
- Demi-chan wa Kataritai como Yuuko (episodio 1) y Shizuka Kimura (episodios 3-5).
- Fate/Apocrypha como Celenike Icecolle Yggdmillennia.
- Gamers! como Mika (episodios 1-2, 6).
- Kyōkai no Rinne 3 como Renge Shima.
- Mahōjin Guru Guru como Nene/Nike.
- Shokugeki no Sōma:San no Sara como Ikumi Mito.

2018
- Darling in the Franxx como Ikuno.
- Iya na Kao Sarenagara Opantsu Misete Moraitai como Chitose Itou.
- Tada-kun wa Koi wo Shinai como Hinako Hasegawa.
- Goblin Slayer como Luchadora.
- Shokugeki no Sōma:San no Sara-Toutsuki Ressha-hen como Ikumi Mito.

2019
- Vinland Saga como Thorfinn (Niño)

2020
- Gleipnir como Hikawa

2021
- Kaifuku Jutsushi no Yarinaoshi como Setsuna.
- Shūmatsu no Harem como Neneko Isurugi.
- Kimetsu no Yaiba Yuukaku-hen como Makio.

2022
- Urusei Yatsura como Benten

2023
- Eiyū Kyōshitsu como Dione
- Higeki no Genkyō to naru Saikyō Gedō Last Boss Joō wa Min no tame ni Tsukushimasu como Kemet

### OVAs
2014
- Nozo×Kimi como Yūki Makino.

2016
- Queen's Blade: Grimoire como Zara.

### ONAs
2015
- Super Short Comics como Yumi Fujisawa.

### CD Drama
- Nijiiro Days como Yukiko Asai.

### Videojuegos
- Shadowverse como Erika.
- Age of Ishtaria como Nina.
- Kantai Collection como Mizuho.
- Magia Record como Masara Kagami.
- Blue Archive como Saori Joumae

### Doblaje
- Harvey Beaks como Harvey Beaks y el resto de personajes femeninos.
- PAW Patrol como Chase.

## Música
- Como parte de Knee-Socks, interpretó el ending «Blade Dance» (精霊剣舞祭＜ブレイドダンス＞) de la serie Seirei Tsukai no Bladedance.[3][4]
- Participó, como SOX, del opening «B Chiku Sentai SOX» (B地区戦隊SOX) de la serie Shimoneta to Iu Gainen ga Sonzai Shinai Taikutsu na Sekai.[5]